# 丁一平
丁 一平（てい いつへい、1951年2月 - ）は、中国人民解放軍の軍人。出生地、籍貫地は、共に湖南省湘郷県。2013年11月現在、海軍中将、中国人民解放軍海軍副司令員である。

## 経歴
1951年2月に湖南省湘郷に生まれる。1968年3月中国人民解放軍に入隊する。1970年2月中国共産党に入党。1970年4月まで海軍東海艦隊フリゲート支隊の水兵、副班長を務める。1970年4月から1971年11月まで6601型フリゲート昆明の射撃指揮装置担当軍士長、副砲術長に就任する。1971年11月6601型フリゲート成都の副砲術長に就任する。
1972年11月東艦隊フリゲート支隊司令部作戦訓練科参謀に就任する。1976年8月から旅大I型駆逐艦長沙の副艦長、艦長を務める。1979年9月海軍東海艦隊某水警区司令部訓練科副科長を務める。1980年9月から1981年1月まで南京の海軍指揮学院艦艇指揮班で学ぶ。
1983年6月掃海艇大隊参謀長、1984年10月フリゲート大隊大隊長、1985年8月フリゲート支隊副支隊長を務める。1985年9月から1987年7月まで南京の海軍指揮学院合成指揮班で学ぶ。
1987年9月東海艦隊某水警区副司令員に就任する。1988年9月海軍大校（准将）に昇格。1989年4月駆逐艦第6支隊支隊長、1993年1月東海艦隊某海軍基地参謀長を務める。1993年7月広州艦艇学院（現海軍兵種指揮学院）院長（副軍職）に就任する。
1995年1月北海艦隊参謀長に就任。1996年7月海軍少将に昇格。1996年9月から12月まで国防大学国防研究班で学ぶ。
1997年12月北海艦隊副司令員に就任。2000年12月済南軍区副司令員及び北海艦隊司令員を兼任し、済南軍区党委員会常務委員及び北海艦隊党委員会副書記に就任する。1998年9月から2001年7月まで中国共産党中央党校省部級幹部在職研究生班で学ぶ。2002年7月海軍中将に昇格。
2003年6月海軍副参謀長、2006年8月海軍副司令員に就任する。2006年12月海軍参謀長に就任し海軍副司令員と兼務となる。2009年1月海軍参謀長を離任する。
中国共産党第16期及び第17期中央委員会候補委員。